# Pierre Abou
Pierre Abou, né en 1956 à Paris 12e est un dirigeant d’entreprise et essayiste français.

## Biographie
Pierre Abou nait le 29 février 1956[réf. souhaitée] à Paris 12e[réf. souhaitée].

### Formation
Il est diplômé de Institut d'études politiques de Paris (section Service Public) en 1978[réf. souhaitée], puis obtient l'année suivante un diplôme national de master 1 de droit public et en 1980, un master 2 de ressources humaines à l'université Paris-Panthéon-Assas[réf. souhaitée].

### Carrière professionnelle
Pierre Abou rejoint le groupe EDF en 1981[réf. souhaitée], où il fait l’essentiel de sa carrière. À partir de 1993, il se consacre au développement européen d’EDF. Entre 2000 et 2004, il est président-directeur général de la filiale Dalkia Hongrie de Veolia[réf. souhaitée].
Depuis 2013, il fait partie des experts de la Fondation Jean-Jaurès dans le domaine de la transition énergétique et écologique. Il défend une écologie de progrès valorisant le savoir-faire industriel français.

## Publications
Lorsqu’il quitte EDF en 2020, Pierre Abou coopère avec Henri Proglio à la rédaction des Joyaux de la couronne (Éditions Robert Laffont) où l’ancien PDG de Veolia et d’EDF partage ses convictions industrielles,,. Cet ouvrage est suivi d’une deuxième collaboration, L’étrange débâcle (Éditions Michel Lafon), qui dénonce la perte de souveraineté énergétique de la France,.
Parallèlement, Pierre Abou se consacre, sous sa seule signature, à l’écriture de livres-enquêtes sur des aspects méconnus de l’histoire politique et économique. Il publie en 2019, Les  bâtisseurs (Éditions de la Bisquine), premier tome d’une fresque historique méditerranéenne, Riviera française (Éditions de la Bisquine),, et en 2024, Le cercle des chacals (Éditions du Cerf), qui explore la période de l’occupation de la France par l'Allemagne pendant la Seconde Guerre mondiale du point de vue de ses acteurs-clefs allemands appelés aux plus hautes positions dans la République fédérale Allemande,,

### Liste des ouvrages
- Riviera française, Éd. de la Bisquine, Paris, 2019, préface d’Henri Proglio  (ISBN 979-10-92566-21-5)
- Le cercle des chacals, Éd. du Cerf, Paris, 2024, préface de François Delpla  (ISBN 978-2-2-0415870-1)

En collaboration avec Henri Proglio :
- Les joyaux de la Couronne, Éd. Robert Laffont, Paris, 2020,  (ISBN 978-2-22125110-2)
- L’étrange débâcle, Éd. Michel Lafon, Paris, 2024  (ISBN 978-2-74995583-4)